# رایشس‌مارینه
رایشس‌مارینه (به آلمانی: Reichsmarine) عنوان نیروی دریایی آلمان در طول حاکمیت جمهوری وایمار و دو سال نخست رایش سوم بود. این نیرو شاخه دریایی رایشسور بین سال‌های ۱۹۱۹ تا ۱۹۳۵ بود. رایشس‌مارینه سال ۱۹۳۵ به کریگس‌مارینه در ورماخت تغییر عنوان داد.

## رایشس‌مارینه موقت
در جریان مذاکرات صلح جنگ جهانی اول و در حالی‌که ناوگان دریاهای آزاد نیروی دریایی امپراتوری آلمان در پایگاه دریایی اسکاپا فلو در توقیف به سر می‌برد، مجلس ملی جمهوری وایمار روز ۱۶ آوریل سال ۱۹۱۹ قانونی تصویب کرد که بر پایه آن «رایشس‌مارینه موقت» (نیروی دریایی موقت رایش) تشکیل می‌شد تا مقدمات برای بازسازی نیروی دریایی آلمان بر اساس قانون اساسی جدید این کشور و قوانین بین‌المللی فراهم آید. از ساختار پیشین فرماندهی تنها رایشس‌مارینه‌آمت (دفتر نیروی دریایی رایش) بدون محدودیت به صورت عملیاتی باقی ماند. این دفتر از جانب فریدریش ابرت، رئیس‌جمهور آلمان، مدیریت مرکزی امور در نیروی دریایی را صورت می‌داد. دریابان آدولف فون تروتا از روز ۲۶ مارس سال ۱۹۱۹ این دفتر را هدایت می‌کرد.
یکی از مهم‌ترین مسائلی که سازمان جدید می‌بایست به آن می‌پرداخت بازگرداندن نظم و ثبات بود. در پی وقوع کودتای ناکام کَپ در ماه مارس سال ۱۹۲۰، فون تروتا از مقام خود عزل شد و دریادار ویلیام میشائیلیس موقتاً جای او را گرفت. رهبری جدید در تلاش بود جایگاه نیروی دریایی و اطمینان سیاسی به آن را بازیابد. دریابان پاول بنکه ماه اکبتر سال ۱۹۲۰ هدایت امور را در دفتر نیروی دریایی بر عهده گرفت. او هم تلاش‌ها برای تثبیت نیروی دریایی به عنوان یک قوه قابل‌اتکا و وفادار برای نظام جمهوری را ادامه داد.

## محدودیت‌ها
نمایندگان آلمان روز ۲۸ ژوئن سال ۱۹۱۹ پیمان ورسای را امضا کردند. مفاد این پیمان انتظارات نیروی دریایی آلمان در حفظ تعداد مناسبی از کشتی‌های جنگی بزرگ و نوین برای این کشور را برآورده نکرد. آلمان می‌بایست بیشتر کشتی‌های جنگی خود را به متفقین پیروز واگذار می‌کرد. تنها چند کشتی جنگی قدیمی و پیش‌دریدنوت برای آن می‌ماند؛ همان‌هایی که پیش از این در طول جنگ به جهت بی‌استفاده بودن، از رده خارج شده بودند.
مفاد محدودیت‌های پیمان ورسای به قرار زیر بود:
| - محدودیت تعداد: - ۶ نبردناو قدیمی - ۶ زرم‌ناو سبک، - ۱۲ ناوشکن - ۱۲ قایق اژدرافکن - (متفقین ماه مارس سال ۱۹۲۰ پذیرفتند ۲ نبردناو، ۲ رزم‌ناو سبک، چهار ناوشکن و چهار قایق اژدرافکن هم در جایگاه ذخیره باشند) - ممنوعیت ساخت، خرید و نگهداری زیردریایی - چند شناور مین‌روب که تعداد آن‌ها متفقین تعیین می‌کردند - محدودیت نیرو: مجموعاً ۱۵٬۰۰۰ نفر شامل حداکثر ۱٬۵۰۰ افسر - تحویل ۸ نبرناو، ۸ رزم‌ناو و ۹۲ قایق اژدرافکن به متفقین - انهدام تمامی کشتی‌های جنگی در حال ساخت - محدودیت حداکثر وزن شناورها: - ۱۰٬۰۰۰ تن برای نبردناوها - ۶٫۰۰۰ تن برای رزم‌ناوها - ۸۰۰ تن برای ناوشکن‌ها - ۲۰۰ تن برای قایق‌های اژدرافکن - محدودیت دوره جایگزینی: - نبردناوها و رزم‌ناوها حداقل ۲۰ سال پس از به‌آب‌انداخته‌شدن - ناوشکن‌ها و قایق‌های اژدرافکن حداقل ۱۵ سال | ٰ* محدودیت در تسلیحات، ذخیره مهمات و سایر اقلام جنگی بنا بر اعلام متفقین و تحویل ذخیره مازاد به آن‌ها - پاکسازی موانع مین‌های دریایی در دریای شمال و دریایی بالتیک - محدودیت کف دوره خدمت نظامی: - تنها داوطلبان - افسران حداقل ۲۵ سال - درجه‌داران و سربازان حداقل ۱۲ سال - کسانی که خدمت را ترک کرده‌اند نمی‌توانند دوباره به نیروهای مسلح بازگردند. - انهدام تمامی تأسیسات و استحکامات در نواحی ساحلی مشخص‌شده - ممنوعیت داشتن هواگرد - حق مفقین بر تغییر تمامی محدودیت‌های اعمل‌شده - مواردی که بعداً تعداد آن‌ها مشخص شد: - ۳۸ قایق مین‌روب - ۱۸ قایق گارد ساحلی - ۸ قایق حفاظت ماهیگیری - ۲ کشتی پیمایش - ۴ قایق رهگیر - ۱ کشتی آموزش دریانوردی |

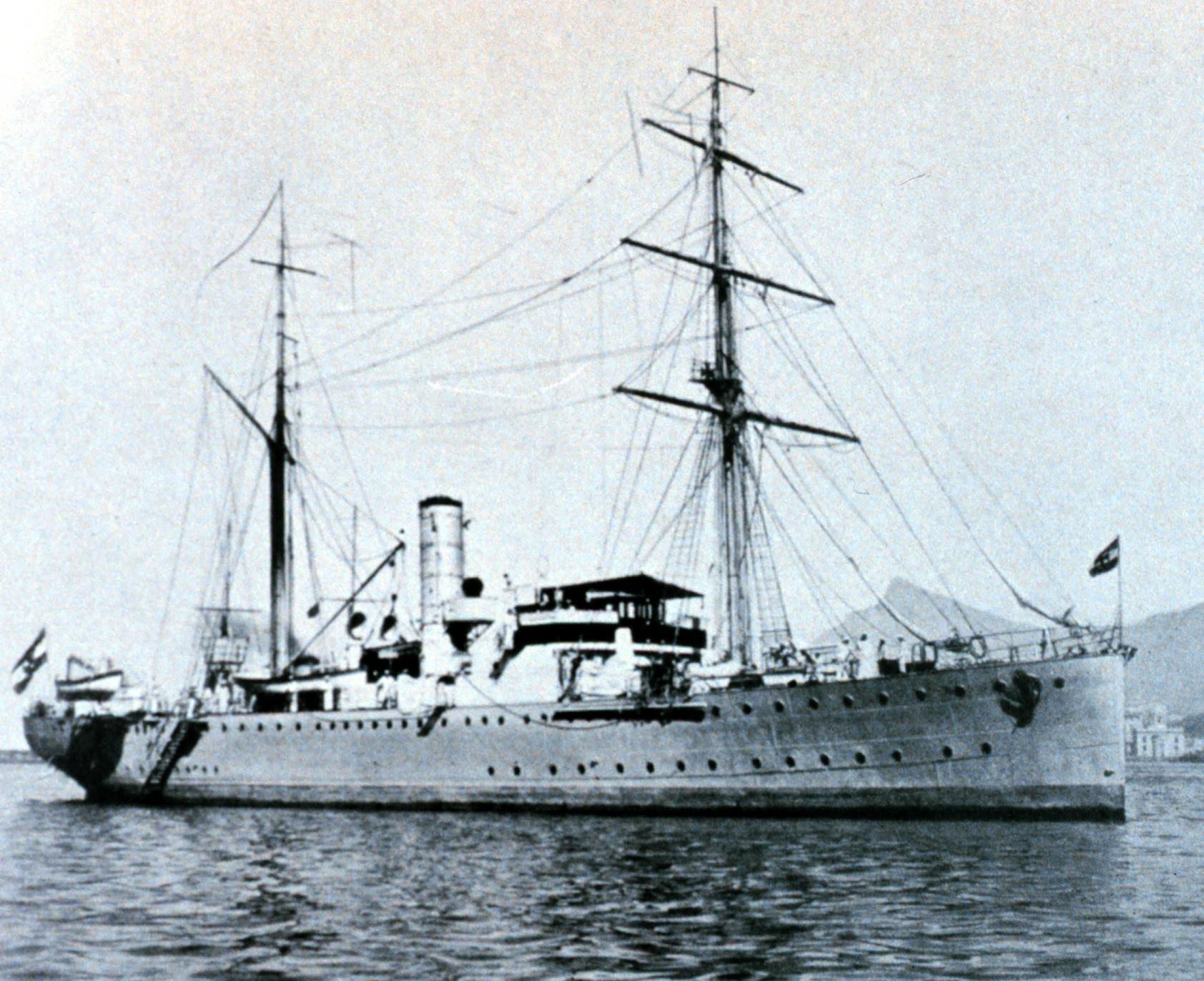
ساخت مِتِئور که پیش از جنگ جهانی اول به عنوان ناوچه توپ‌دار آغاز شده بود، سال ۱۹۲۴ در رایشس‌مارینه به عنوان کشتی پیمایش تکمیل شد.

مجموعاً ۱۰۷ یگان شناوری فعال اجازه فعالیت داشتند. با توجه به محدودیت‌های وضع‌شده بر تعداد نیروها، امکان تأمین خدمه کافی برای همه این شناورها وجود نداشت. بدین ترتیب حداکثر چهار نبردناو می‌توانستند به شکل همزمان فعال باشند.
ناوگان دریاهای آزاد آلمان که در پایگاه دریایی اسکاپا فلو در توقیف به سر می‌برد، روز ۲۱ ژوئن سال ۱۹۱۹، پیش از امضای پیمان ورسای، کشتی‌های خود را غرق کرد تا به دست متفقین نیفتد.
پاکسازی مین‌های دریایی باقیمانده با سرعت زیادی انجام گرفت و تا تابستان سال ۱۹۱۹ هیچ مین دریایی در مسیرهای اصلی آمدوشد وجود نداشت.

## پدیداری
روز ۱ ژانویه سال ۱۹۲۱ عنوان «رایشس‌مارینه» برای نیروی دریایی جدید نهایی شد. در طی چند ماه آینده قوانین ساختار سازمانی و منابع مادی و انسانی آن را تنظیم کرد. امکان استفاده از پرچم پیشین نیروی دریایی امپراتوری آلمان تا روز ۳۱ دسامبر سال ۱۹۲۱ وجود داشت؛ با این وجود ماه آوریل سال ۱۹۲۱ پرچم جدیدی بر مبنای نظام جمهوری پدید آمد.

## مأموریت
هنگامی که دریاسالار هانس سنکر روز ۱ اکتبر سال ۱۹۲۴ جانشین دریاسالار بنکه شد، جایگاه رایشس‌مارینه با نفراتی آموزش‌دیده تا حدود زیادی تثبیت شده بود. ملاحظات عملیاتی سبب شد در ابتدا توجه رایشس‌مارینه بیشتر بر شرق متمرکز باشد؛ جایی که بر مبنای پیمان ورسای، پروس شرقی از بدنه اصلی خاک آلمان جدا افتاده بود و از طرف نیروی دریایی لهستان تهدید احساس می‌شد. مفهوم راهبردی رایشس‌مارینه کاملاً دفاعی بود و غالباً بر ایجاد اتصال دریایی بین پروس شرقی و رایش تمرکز داشت. در ادامه، با انعقاد پیمان مساعدت نظامی بین فرانسه و لهستان که مشخصا علیه آلمان بود، فرانسه هم در دایره معارضان رایشس‌مارینه قرار گرفت. آلمانی‌ها امکان همکاری نظامی بین فرانسه و شوروی را محتمل می‌دیدند. با این وجود، احتمال تقابل نظامی با بریتانیا هیچگاه مد نظر نبود.

## ساختار فرماندهی
سال ۱۹۲۳ جایگاه فرمانده کل نیروی دریایی و در قالب آن، سال ۱۹۲۵ فرماندهی ناوگان پدید آمد.

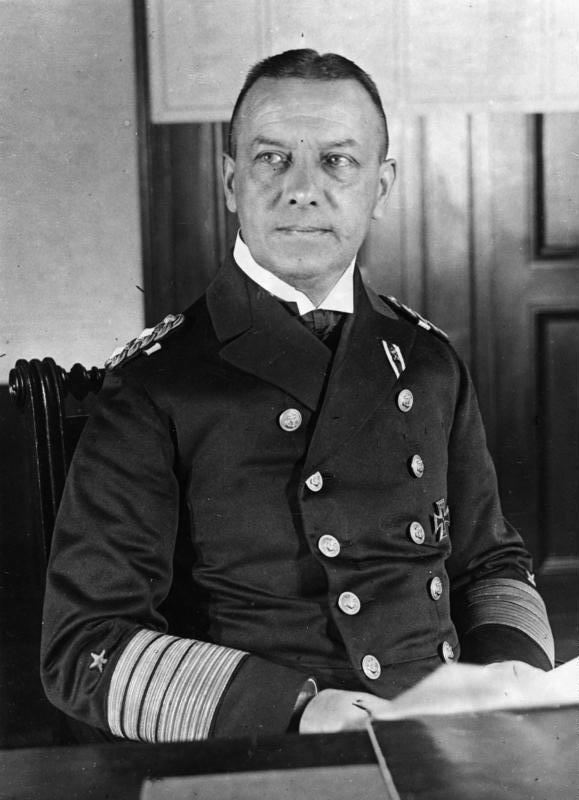
دریاسالار اریش ردر، ۱۹۲۸

### فرماندهان
- آدولف فون تروتا (۲۶ مارس ۱۹۱۹–۲۲ مارس ۱۹۲۰)
- ویلیام میشائیلیس (۲۲ مارس ۱۹۲۰–۱ سپتامبر ۱۹۲۰)
- پاول بنکه (۱ سپتامبر ۱۹۲۰–۱ اکتبر ۱۹۲۴)
- هانس سنکر (۱ اکتبر ۱۹۲۴–۳۰ سپتامبر ۱۹۲۸)
- اریش ردر (۱ اکتبر ۱۹۲۸–۱ ژوئن ۱۹۳۵)

## ناوگان آغازین

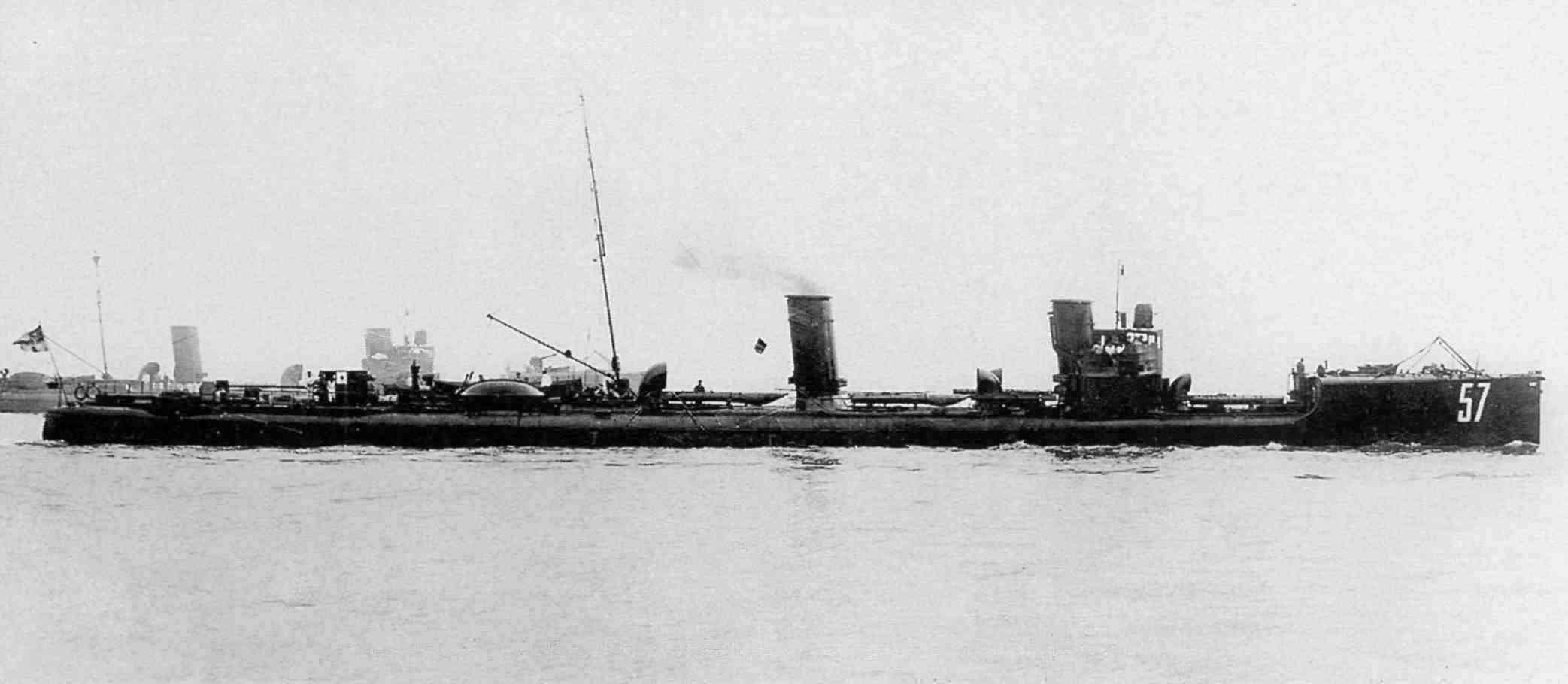
قایق اژدرافکن تی ۱۵۷، ساخت سال ۱۹۰۸، یکی از قایق‌های اژدرافکن آغازین رایشس‌مارینه

رایشس‌مارینه در ابتدا تنها ناوگانی از کشتی‌های کاملاً منسوخ در اختیار داشت. قایق‌های اژدرافکن آن کهنه و نه‌چندان‌کارآمد و سالم‌ترین آن‌ها چهار قایق گه۷، گه۸، گه۱۰ و گه۱۱ ساخت سال‌های ۱۹۱۲ و ۱۹۱۳ بودند.

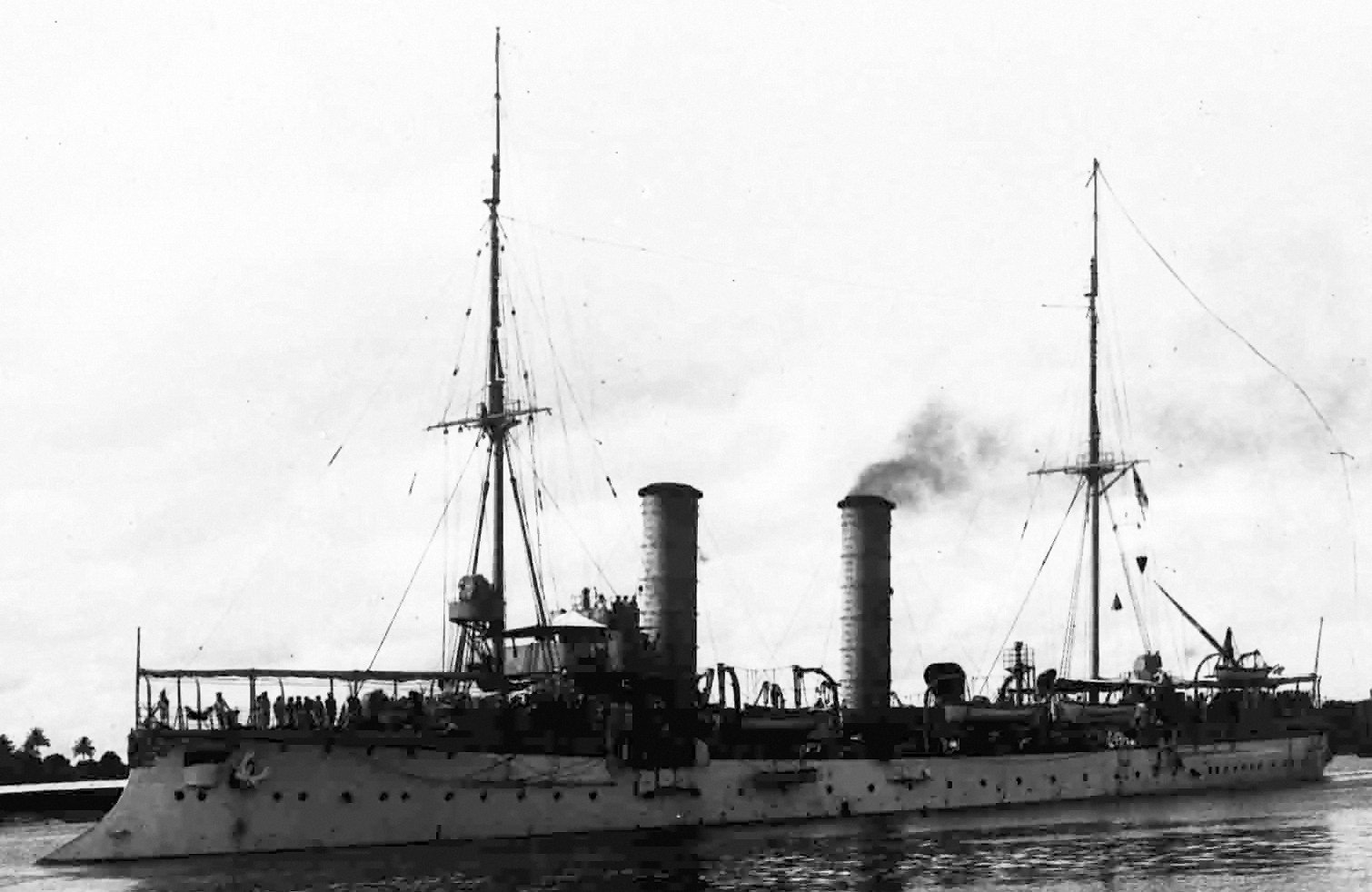
رزم‌ناو تِتیس ساخت سال پایانی سده نوزدهم، سال ۱۹۲۹ اوراق شد چرا که دیگر قابل استفاده نبود.

در آغاز بخشی از این شناورها عملیاتی شدند تا تاکتیک‌های دریایی بهبود و خدمه آموزش داده شوند. زیر نظارت دریاسالار سنکر، رایشس‌مارینه به زودی شروع به جایگزینی شناورهای قدیمی خود کرد.

## نیروی انسانی
هر ساله هزاران داوطلب خدمت در رایشس‌مارینه می‌شدند اما با توجه به محدودیت نیروی انسانی اعمال‌شده در پیمان ورسای، تنها بخش بسیار کوچکی از آن‌ها به خدمت پذیرفته می‌شدند. در یک شیوهٔ گزینشی بسیار سخت‌گیرانه، تنها بهترین‌ها و مفیدترین‌ها می‌توانستند وارد رایشس‌مارینه شوند.

## نوسازی

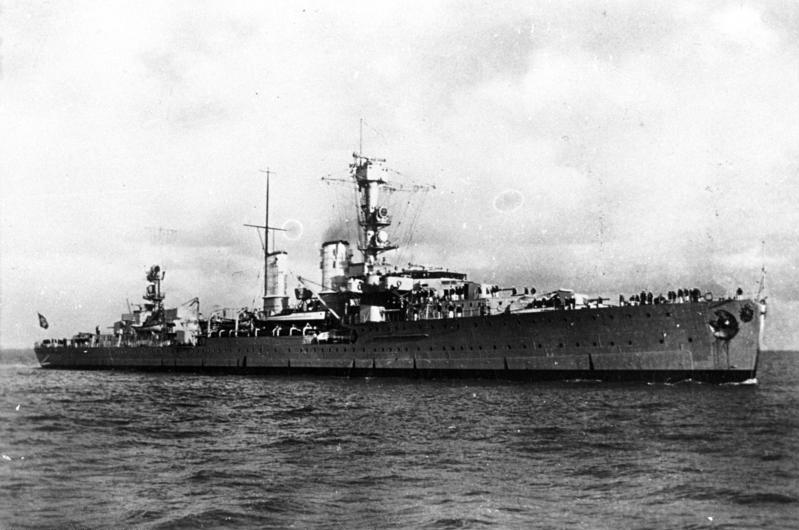
اِمدِن، نخستین رزم‌ناو ساخته‌شده در رایشس‌مارینه، ساخت سال ۱۹۲۵

آلمانی‌ها سه سال پس از پایان جنگ، کار ساخت رزم‌ناو اِمدِن را آغاز کردند. با توجه به محدودیت‌ها اساسی، اتمام کار این رزم‌ناو در اواخر سال ۱۹۲۵ بیش چهار سال به طول انجامید. به هر حال کار ساخت‌وساز بلافاصله به شکل ممتدی ادامه یافت.
رایشس‌مارینه، جز چند تخطی کوچک، همواره پایبند به محدودیت‌های وزنی پیمان ورسای بود. این شرایط کار را برای طراحان مدل‌های جدید به منظور ایجاد کشتی‌هایی با قابلیت رزمی مناسب، بسیار دشوار می‌کرد. به هر حال آلمانی‌ها معمولاً با موفقیت از پس آن برمی‌آمدند.
آلمانی‌ها پیشرفت‌های فنی قابل توجهی را در شناورهای جدید اعمال کردند. یکی از مهم‌ترین آن‌ها جوشکاری الکتریکی به‌جای پرچ‌کاری بود که مزیت اساسی کاهش وزن را داشت. بدین ترتیب بدنه شناورها بسیار سبک‌تر می‌شد درحالی‌که دست کم همان استحکام پیشین را داشت. از وزن صرفه‌جویی شده در اجزای دیگر همچون تسلیحات، پیش‌رانه، زره و ذخیره سوخت، استفاده می‌شد. آلمانی‌ها همچنین به‌شکل موفقی آلیاژ جدید فولاد پراستحاکم را به‌کار بردند که آن هم وزن را هر چه بیشتر کاهش داد. پیشرفت‌هایی نیز در تولید زره مقاوم‌تر حاصل شد.

نبردناو الزاس سال ۱۹۱۶ در نیروی دریایی امپراتوری بازنشسته شده بود اما در سال ۱۹۲۴ مجدداً عملیاتی شد تا اوایل سال ۱۹۳۰ خدمت کرد.

در این میان جایگزینی نبردناوهای قدیمی در چارچوب محدودیت وزنی ۱۰٬۰۰۰ تن به شکل ویژه‌ای دشوار بود. آخرین نبردناوی که آلمانی‌ها در جریان جنگ جهانی اول ساختند بیش از ۲۸٬۰۰۰ تن وزن داشت. در این حال پیمان دریایی واشینگتن در سال ۱۹۲۲ سقف وزن نبردناوها را ۳۵٬۰۰۰ تن در نظر گرفته بود. این بدان معنا بود که نبردناوهای جایگزین آلمانی در آینده به شکل واضحی از نظر قابلیت رزمی ضعیف‌تر از نمونه‌های خارجی می‌شدند. این که آلمانی‌ها چگونه می‌بایست در سقف وزنی ۱۰٬۰۰۰ تن عمل می‌کردند بحث‌های زیادی در دایره طراحان ایجاد کرد. عده‌ای طرف‌دار شناورهایی با تسلیحات و زره سنگین و در عوض سرعت پایین برای دفاع ساحلی بودند. عده دیگری این تفکر را یک‌جانبه می‌دیدند که در صورت لزوم به هر گونه عمل در دریای آزاد آن را ناکارآمد می‌کرد. بدین ترتیب تصمیم‌گیری در این باره برای مدتی به تعویق افتاد. در همین مدت پیشرفت‌های خوبی در زمینه موتورهای دیزل صورت گرفت که امید کاربرد آن در کشتی‌های بزرگ‌تر را پدیدآورد. مهم‌ترین مزیت این گونه موتورها مصرف بسیار پایین‌تر سوخت بود که برد شناور را به مقدار زیادی افزایش می‌داد. در نهایت تصمیم به ساخت نبردناوی مشابه رزم‌ناوها با موتوری قدرتمند گرفته شد که با برد بلند می‌توانست در اقیانوس اطلس عملیات کند و در صورت درگیری با فرانسه، علیه کشتیرانی تجاری آن به‌کار گرفته شود. بدین ترتیب گونه کاملاً جدیدی از کشتی‌های جنگی پدید آمد که «کشتی زره‌پوش» (Panzerschiff) نام گرفت. این گونه به نسبت فضای محدود، تسلیحات توپخانه قدرتمندی داشت و به سرعت ۲۶ گره (۴۸ کیلومتر بر ساعت) می‌رسید؛ درحالی‌که زره آن بیشتر شبیه رزم‌ناوها بود. در توضیح قابلیت رزمی آن گفته شد: «تندروتر از هر نیرومند و نیرومندتر از هر تندرو» ساخت نخستین کشتی زره‌پوش سال ۱۹۲۸ به تأیید رسید و پنج سال بعد نخستین فروند از آن به ناوگان رایشس‌مارینه پیوست.
همزمان کار بر روی دیگر حوزه‌های تسلیحاتی، مخصوصاً در زمینه مین‌های دریایی، نیز انجام گرفت.
بدین ترتیب سال‌های منتهی به دهه ۱۹۳۰ در رایشس‌مارینه صرف نوین‌سازی کشتی‌های جنگی قدیمی، به‌ویژه شناورهای بزرگ، رزم‌ناوها و قایق‌های اژدرافکن، شد. در این مدت مجموعاً پنج رزم‌ناو جدید، دوازده قایق اژدرافکن جدید، یک کشتی‌زره‌پوش (دویچلنت) و تعدادی شناور کوچک‌تر ساخته شد. این حداکثر کاری بود که از رایشس‌مارینه در این زمان برمی‌آمد.
ماجرای لومان
پائیز سال ۱۹۲۷ رسانه‌ها موضوعی را علنی کردند که به «ماجرای لومان» شهرت یافت. موضوع تلاش مخفیانه رایشس‌مارینه برای تسلیح مجدد زیر نظر ناوسروان والتر لومان بود که در آن منابع مالی خارج از بازرسی کمیته‌های مجلس ملی بدین منظور استفاده می‌شد. بخش ترابری دریایی لومان این کار را صورت می‌داد چرا که کمترین ضن به آن می‌رفت. لومان مسئول برنامه‌ریزی و تهیه تسلیحات، مین، قایق‌های تندرو و هواگرد بود و همچنین یک بخش اطلاعات خارجی نیز ایجاد کرد. هدف پر کردن نواقص امنیت ملی حاصل از پیمان ورسای و حفاظت از رایش در مقابل تجاوزات در مناطق ساحلی بود. این کارها بنیان مهمی را برای توسعه بیشتر رایشس‌مارینه فراهم آورد که توسعه قایق‌های موتوری به عنوان یکی از ادوات نوین دریایی و همکاری آن‌ها با هواگردها در پهنه دریا محصول آن بود.
تأسیس یک دفتر طراحی زیردریایی در هلند نیز به اقدامات لومان مرتبط بود. دو کارخانه پیشین زیردریایی‌سازی آلمانی، با پشتیبانی رایشس‌مارینه، این دفتر را تأمین مالی می‌کردند. این دفتر طرح‌هایی برای تعدادی زیردریایی در چند نیروی دریایی خارجی آماده کرد. امید می‌رفت بر پایه این طراحی‌ها در آینده‌ای نه‌چندان دور، رایشس‌مارینه بتواند در صورت تعدیل طبق‌انتظار محدودیت‌های پیمان ورسای، زیردریایی‌هایی برای خود بسازد.
به هر صورت، ماجرای لومان با بازنشستگی اجباری ناوسروان لومان و استعفای اتو گسلر، وزیر دفاع به پایان رسید.

## بازسازی و گسترش

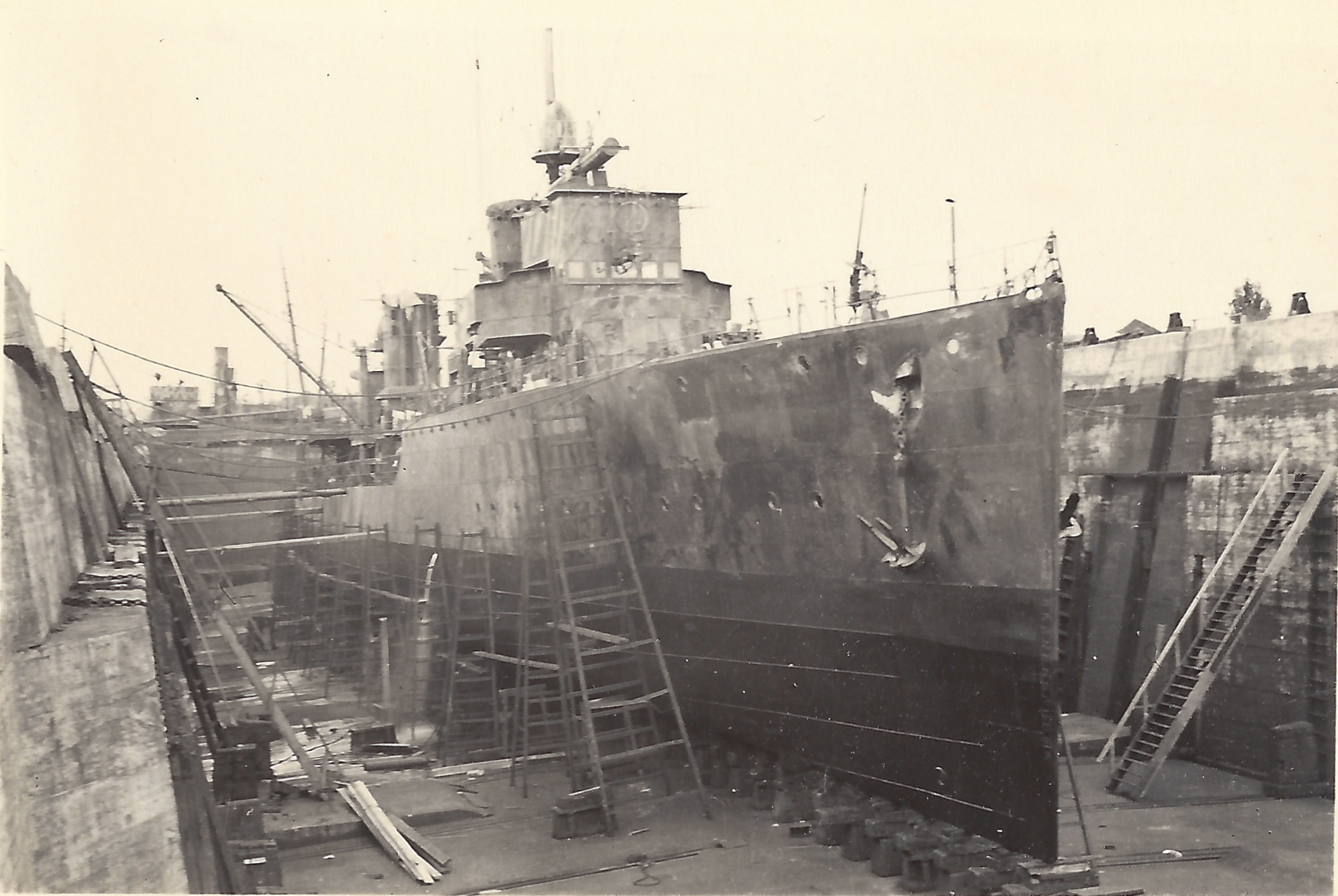
ساخت برمزه از ماه ژانویه سال ۱۹۳۱ آغاز شد. این نخستین شناور بزرگ سطحی در جهان بود که نیرومحرکه خود را تنها از موتورهای دیزل می‌گرفت.

دریاسالار اریش ردر روز ۱ اکتبر سال ۱۹۲۸ به ریاست فرماندهی دریایی آلمان برگزیده شد. منش سرراست ردر باعث جلب اعتماد وزیر دفاع و چندین تن از نمایندگان رایشس‌تاک شد. سبک رهبری او بی‌تناقض و ورای همه‌چیز به دنبال تقویت ساختار درونی نیروی دریایی بود. زیر نظر ردر تغییرات ساختاری عمده‌ای در رایشس‌مارینه اعمال شد. ماه ژانویه سال ۱۹۳۰ جایگاه‌های فرماندهی‌های ناوگان‌های دریاهای شمال و بالتیک برچیده و با «فرماندهی نبردناوها» و «فرماندهی نیروهای شناسایی» جایگزین شد. پایگاه فرماندهی ناوگان که پیش از این در ویلهلمس‌هافن بود، ماه فوریه سال ۱۹۳۰ به کیل منتقل شد.
نیوبه، تنها کشتی بادبانی آموزشی باقی مانده در رایشس‌مارینه روز ۱۶ ژوئیه سال ۱۹۳۲ در اثر تندباد در دریای بالتیک غرق شد. در اثر این حادثه ۶۹ نفر، از جمله تقریباً همه دانشجویان افسری و درجه‌داری رایشس‌مارینه جان باختند. این فاجعه همدلی فراوانی در میان جامعه آلمان یافت و ساخت کشتی بادبانی جدیدی (گورش فوک) با کمک‌های مالی عمومی همان سال آغاز شد.
با همهٔ تلاش‌های پیشین، برنامه‌های ساخت‌وساز جدید هم‌پای کهنگی ناوگان از پیش موجود نبود و پیش‌بینی می‌شد در نقطه‌ای از آینده نیروی دریایی دچار کاستی جدی در توانایی کنشی خود شود. این درحالی بود که متفقین پیروز جنگ جهانی اول هم نه تنها به وعده‌هایشان در کاهش تسلیحاتی خود پایبند نبودند بلکه خلاف آن عمل کردند. آلمانی‌ها این بدقولی را مبنای مشروع سرعت بخشیدن به بازتسلیح خود قرار دادند. به رهبری سرسختانهٔ ردر دستاوردهای پیشین تحکیم و قدم‌هایی برای گسترش بیشتر رایشس‌مارینه برداشته شد. در نتیجه طرح موسوم به «برنامه بازسازی رایشس‌مارینه» روز ۱۵ نوامبر سال ۱۹۳۲ به تصویب رسید.
این برنامه به سه مرحله برای سال‌های ۱۹۳۳، ۱۹۳ و ۱۹۳۸ تقسیم می‌شد:
- راه‌اندازی ۶ نبردناو\کشتی زرهی، ۱ ناو هواپیمابر، ۶ رزم‌ناو، ۶ ناوگان قایق اژدرافکن و ناوشکن، ۳ نیمه‌ناوگان مین‌روب، ۳ نیمه‌ناوگان قایق تندرو، ۱ کشتی بادبانی آموزشی و تعدادی شناور خدماتی، آزمایشی، آموزش توپخانه و کمکی
- پدید آمدن نیروی هوایی دریایی و اسکادران‌های هوانوردی دریایی
- پدید آمدن نیروی زیردریایی (۱۶ او-بوت)
- بازتسلیح یا تسلیح شناورها فراتر از آنچه پیش از آن مجاز بود، تقویت پدافند ساحلی و افزایش شمار نیروها از جمله پدیدآوری نیروی ذخیره

زیر نظر ردر، کار ساخت ۲ کشتی زره‌پوش و ۶ رزم‌ناو دیگر، ۴ قایق اژدرافکن نخست و همچنین کشتی آزمایشی بْرِمزه برای آموزش توپخانه سال ۱۹۳۳ تکمیل شد.
مدت کوتاهی پس از آغاز برنامه بازسازی رایشس‌مارینه، آدولف هیتلر به عنوان صدراعظم آلمان برگزیده شد و نظام ناسیونال سوسیالیستی در این کشور روی کار آمد. در ابتدا دگرگونی چندانی برای رایشس‌مارینه بروز نکرد و ردر همچنان در راس آن بود.

## فهرست شناورها

### شناورهای آغازین
| نام              | ساخت          | خدمت                                                         | نام                  | ساخت                 | خدمت                        | نام                 | ساخت                | خدمت                              |
| ---------------- | ------------- | ------------------------------------------------------------ | -------------------- | -------------------- | --------------------------- | ------------------- | ------------------- | --------------------------------- |
| نبردناوها        | نبردناوها     | نبردناوها                                                    | قایق‌های اژدرافکن     | قایق‌های اژدرافکن     | قایق‌های اژدرافکن            | کشتی‌های پیمایش      | کشتی‌های پیمایش      | کشتی‌های پیمایش                    |
| شلیزیِن           | ۱۹۰۸–۱۹۰۴     | از ۱ مارس ۱۹۲۷                                               | اس ۱۸                | ۱۹۱۳–۱۹۱۱            | ۳۱ مارس ۱۹۳۱ از رده خارج    | مِتِئور               | ۱۹۲۴–۱۹۱۴           | تمام دوره                         |
| شلیسویش-هولشتاین | ۱۹۰۸–۱۹۰۵     | از ۱ فوریه ۱۹۲۶                                              | اس ۱۹                | ۱۹۱۳–۱۹۱۱            | ۳۱ مارس ۱۹۳۱ از رده خارج    | پنتر                | ۱۹۰۲–۱۹۰۰           | ۳۱ مارس ۱۹۳۲ از رده خارج          |
| هانوفر           | ۱۹۰۷–۱۹۰۴     | ۱۰ فوریه ۱۹۲۱ تا ۱ مارس ۱۹۲۷                                 | اس ۲۳                | ۱۹۱۳–۱۹۱۱            | از ۱۶ مارس ۱۹۲۳             | کشتی‌های تدارکات     | کشتی‌های تدارکات     | کشتی‌های تدارکات                   |
| لوترینگن         | ۱۹۰۵–۱۹۰۲     | ۱۹۱۹ تا ۲ مارس ۱۹۲۰                                          | گه ۷                 | ۱۹۱۲–۱۹۱۱            | تمام دوره                   | دراخه               | ۱۹۰۸–۱۹۰۷           | تمام دوره                         |
| پرویسن           | ۱۹۰۵–۱۹۰۲     | ۱۹۱۹                                                         | گه ۸                 | ۱۹۱۲–۱۹۱۱            | تمام دوره                   | هِی                  | ۱۹۰۷–۱۹۰۶           | ۴ اکتبر ۱۹۳۲ از رده خارج          |
| هسن              | ۱۹۰۵–۱۹۰۲     | ۵ ژانویه ۱۹۲۵ تا ۱۲ نوامبر ۱۹۳۴                              | گه ۱۰                | ۱۹۱۲–۱۹۱۱            | تمام دوره                   | دِلفین               | ۱۹۰۶–۱۹۰۵           | ۳ دسامبر ۱۹۲۵ از رده خارج         |
| الزاس            | ۱۹۰۴–۱۹۰۱     | ۲ دسامبر ۱۹۲۴ تا ۲۵ فوریه ۱۹۳۰                               | گه ۱۱                | ۱۹۱۲–۱۹۱۱            | تمام دوره                   | فوکس                | ۱۹۰۶–۱۹۰۴           | ۱۲ مه ۱۹۲۸ از رده خارج            |
| براونشوایک       | ۱۹۰۴–۱۹۰۱     | ۱ دسامبر ۱۹۲۱ تا ۳۱ ژانویه ۱۹۲۶                              | فاو ۱                | ۱۹۱۲–۱۹۱۱            | ۲۷ مارس ۱۹۲۹ از رده خارج    | نورت‌زی              | ۱۹۱۴                | تمام دوره                         |
| رزم‌ناوهای سبک    | رزم‌ناوهای سبک | رزم‌ناوهای سبک                                                | فاو ۲                | ۱۹۱۲–۱۹۱۱            | ۱۸ نوامبر ۱۹۲۹ از رده خارج  | هِلا                 | ۱۹۱۹                | تمام دوره                         |
| برلین            | ۱۹۰۵–۱۹۰۲     | ۱۹۱۹ تا ۱۰ ژوئن ۱۹۲۱۲ ژوئیه ۱۹۲۲ تا ۲۷ مارس ۱۹۲۹             | فاو ۳                | ۱۹۱۲–۱۹۱۱            | ۱۸ نوامبر ۱۹۲۹ از رده خارج  | تسیتِن               | ۱۹۱۹                | تمام دوره                         |
| هامبورک          | ۱۹۰۴–۱۹۰۲     | ۳ ژانویه ۱۹۱۹ تا ۱۶ اوت ۱۹۱۹۷ سپتامبر ۱۹۲۰ تا ۳۰ ژوئن ۱۹۲۷   | فاو ۵                | ۱۹۱۲–۱۹۱۱            | ۱۸ نوامبر ۱۹۲۹ از رده خارج  | کشتی ایستگاه        | کشتی ایستگاه        | کشتی ایستگاه                      |
| آرکونا           | ۱۹۰۳–۱۹۰۱     | ۱۹۱۹ تا فوریه ۱۹۲۰۲۵ مه ۱۹۲۱ تا ۱ دسامبر ۱۹۲۳                | فاو ۶                | ۱۹۱۳–۱۹۱۲            | ۲۷ مارس ۱۹۲۹ از رده خارج    | نیکسه               | ۱۹۱۴                | تمام دوره                         |
| میدوزا           | ۱۹۰۳–۱۹۰۱     | ۱۷ ژوئیه ۱۹۲۰ تا ۲۹ ژوئن ۱۹۲۴                                | گه ۱۹۶               | ۱۹۱۱–۱۹۱۰            | تمام دوره                   | کشتی بادبانی آموزشی | کشتی بادبانی آموزشی | کشتی بادبانی آموزشی               |
| آماتسونه         | ۱۹۰۱–۱۸۹۹     | ۱ دسامبر ۱۹۲۳ تا ۱۵ ژانویه ۱۹۳۰                              | فاو ۱۸۵              | ۱۹۱۰                 | تمام دوره                   | نیوبه               | ۱۹۱۳                | ۲۶ ژوئیه ۱۹۳۲ غرق شد              |
| تیتیس            | ۱۹۰۱–۱۸۹۹     | ۲ آوریل ۱۹۲۲ تا ۳۰ دسامبر ۱۹۲۴                               | گه ۱۷۵               | ۱۹۱۰–۱۹۰۹            | ۲۳ سپتامبر ۱۹۲۶ از رده خارج | کشتی هدف            | کشتی هدف            | کشتی هدف                          |
| نیمفه            | ۱۹۰۰–۱۸۹۸     | ۳۰ نوامبر ۱۹۲۴ تا ۱۶ آوریل ۱۹۲۹                              | فاو ۱۹۰              | ۱۹۱۱–۱۹۱۰            | تمام دوره                   | تسِرینگِن             | ۱۹۰۲–۱۸۹۹           | از ۱۹۲۷ کشتی هدف هدایت از راه دور |
| مین‌روب‌ها         | مین‌روب‌ها      | مین‌روب‌ها                                                     | فاو ۱۵۱              | ۱۹۰۸–۱۹۰۷            | تمام دوره                   |                     |                     |                                   |
| ام ۲۸            | ۱۹۱۶–۱۹۱۵     | از ۱۱ مارس ۱۹۲۹ کشتی آزمایش                                  | فاو ۱۵۲              | ۱۹۰۸–۱۹۰۷            | تمام دوره                   |                     |                     |                                   |
| ام ۵۰            | ۱۹۱۶–۱۹۱۵     | تمام دوره                                                    | فاو ۱۵۳              | ۱۹۰۸–۱۹۰۷            | تمام دوره                   |                     |                     |                                   |
| ام ۶۰            | ۱۹۱۷–۱۹۱۶     | تمام دوره                                                    | فاو ۱۵۴              | ۱۹۰۸–۱۹۰۷            | تمام دوره                   |                     |                     |                                   |
| ام ۶۱            | ۱۹۱۸–۱۹۱۷     | تمام دوره                                                    | فاو ۱۵۵              | ۱۹۰۸–۱۹۰۷            | تمام دوره                   |                     |                     |                                   |
| ام ۶۶            | ۱۹۱۷–۱۹۱۶     | تمام دوره                                                    | فاو ۱۵۶              | ۱۹۰۸–۱۹۰۷            | تمام دوره                   |                     |                     |                                   |
| ام ۷۲            | ۱۹۱۸–۱۹۱۷     | تمام دوره                                                    | فاو ۱۵۷              | ۱۹۰۸                 | تمام دوره                   |                     |                     |                                   |
| ام ۷۵            | ۱۹۱۷          | تمام دوره                                                    | فاو ۱۵۸              | ۱۹۰۸                 | تمام دوره                   |                     |                     |                                   |
| ام ۸۱            | ۱۹۱۹–۱۹۱۸     | تمام دوره                                                    | اس ۱۳۹               | ۱۹۰۷–۱۹۰۶            | تمام دوره                   |                     |                     |                                   |
| ام ۸۲            | ۱۹۱۹–۱۹۱۸     | تمام دوره                                                    | اس ۱۶۸               | ۱۹۱۱                 | ۸ ژانویه ۱۹۲۷ از رده خارج   |                     |                     |                                   |
| ام ۸۴            | ۱۹۱۷          | تمام دوره                                                    | اس ۱۴۱               | ۱۹۰۷–۱۹۰۶            | ۳ اوت ۱۹۲۷ از رده خارج      |                     |                     |                                   |
| ام ۸۵            | ۱۹۱۸–۱۹۱۷     | تمام دوره                                                    | اس ۱۴۳               | ۱۹۰۷                 | ۳ اوت ۱۹۲۷ فروش برای اوراقی |                     |                     |                                   |
| ام ۸۹            | ۱۹۱۸–۱۹۱۷     | تمام دوره                                                    | اس ۱۴۴               | ۱۹۰۷                 | ۸ اکتبر ۱۹۲۸ از رده خارج    |                     |                     |                                   |
| ام ۹۸            | ۱۹۱۸          | تمام دوره                                                    | اس ۱۴۶               | ۱۹۰۷                 | ۸ اکتبر ۱۹۲۸ از رده خارج    |                     |                     |                                   |
| ام ۱۰۲           | ۱۹۱۸          | تمام دوره                                                    | اس ۱۴۸               | ۱۹۰۸–۱۹۰۷            | ۸ اکتبر ۱۹۲۸ از رده خارج    |                     |                     |                                   |
| ام ۱۰۴           | ۱۹۱۸          | تمام دوره                                                    | اس ۱۴۹               | ۱۹۰۸–۱۹۰۷            | ۱۶ مه ۱۹۲۷ از رده خارج      |                     |                     |                                   |
| ام ۱۰۷           | ۱۹۱۸          | تمام دوره                                                    | قایق‌های زیردریایی‌شکن | قایق‌های زیردریایی‌شکن | قایق‌های زیردریایی‌شکن        |                     |                     |                                   |
| ام ۱۰۸           | ۱۹۱۸          | تمام دوره                                                    | اوست ۲۹              | ۱۹۱۸–۱۹۱۷            | تمام دوره                   |                     |                     |                                   |
| ام ۱۰۹           | ۱۹۱۸          | تمام دوره                                                    | اوست ۳۰              | ۱۹۱۸–۱۹۱۷            | ۴ سپتامبر ۱۹۲۲ از رده خارج  |                     |                     |                                   |
| ام ۱۱۰           | ۱۹۱۹–۱۹۱۸     | تمام دوره                                                    | اوست ۳۲              | ۱۹۱۸–۱۹۱۷            | تمام دوره                   |                     |                     |                                   |
| ام ۱۱۱           | ۱۹۱۸          | تمام دوره                                                    | اوست ۳۳              | ۱۹۱۸–۱۹۱۷            | تمام دوره                   |                     |                     |                                   |
| ام ۱۱۳           | ۱۹۲۰–۱۹۱۹     | تمام دوره                                                    | اوست ۳۴              | ۱۹۱۸–۱۹۱۷            | تمام دوره                   |                     |                     |                                   |
| ام ۱۱۵           | ۱۹۱۸          | تمام دوره                                                    | اوست ۳۵              | ۱۹۱۸–۱۹۱۷            | تمام دوره                   |                     |                     |                                   |
| ام ۱۲۲           | ۱۹۱۹–۱۹۱۸     | تمام دوره                                                    | قایق آزمایش          | قایق آزمایش          | قایق آزمایش                 |                     |                     |                                   |
| ام ۱۲۶           | ۱۹۱۹–۱۹۱۸     | تمام دوره                                                    | وِله                  | ۱۹۱۶                 | ۱۹۲۷ خریداری شد             |                     |                     |                                   |
| ام ۱۲۹           | ۱۹۱۹          | تمام دوره                                                    |                      |                      |                             |                     |                     |                                   |
| ام ۱۳۰           | ۱۹۱۹          | تمام دوره                                                    |                      |                      |                             |                     |                     |                                   |
| ام ۱۳۲           | ۱۹۱۹          | تمام دوره                                                    |                      |                      |                             |                     |                     |                                   |
| ام ۱۳۳           | ۱۹۱۹          | تمام دوره                                                    |                      |                      |                             |                     |                     |                                   |
| ام ۱۳۴           | ۱۹۲۰–۱۹۱۹     | تمام دوره                                                    |                      |                      |                             |                     |                     |                                   |
| ام ۱۳۶           | ۱۹۱۹          | تمام دوره                                                    |                      |                      |                             |                     |                     |                                   |
| ام ۱۴۵           | ۱۹۱۹          | تمام دوره                                                    |                      |                      |                             |                     |                     |                                   |
| ام ۱۴۶           | ۱۹۱۹–۱۹۱۸     | تمام دوره                                                    |                      |                      |                             |                     |                     |                                   |
| ام ۱۵۷           | ۱۹۱۹          | تمام دوره                                                    |                      |                      |                             |                     |                     |                                   |
| مین‌روب‌های آموزشی |               |                                                              |                      |                      |                             |                     |                     |                                   |
| ام‌وه ۱           | ۱۹۱۷–۱۹۱۶     | از ۱۹۲۴ ترابری هِپِنْساز ۲۲ اکتبر ۱۹۳۰ مین‌روب آموزشی ام‌تی ۱     |                      |                      |                             |                     |                     |                                   |
| ام‌وه ۲           | ۱۹۱۷–۱۹۱۶     | از ۱۹۲۴ ترابری ماریِنزیلاز ۲۲ اکتبر ۱۹۳۰ مین‌روب آموزشی ام‌تی ۲ |                      |                      |                             |                     |                     |                                   |
| سی ۴             | ۱۹۰۷          | ۷ فوریه ۱۹۳۲ از رده خارج                                     |                      |                      |                             |                     |                     |                                   |
| سی ۵             | ۱۹۱۵          | از ژانویه ۱۹۲۳ مین‌روب آموزشی سی ۱۶مدت کوتاهی بعد از رده خارج |                      |                      |                             |                     |                     |                                   |
| سی ۶             | ۱۹۰۸          | تمام دوره                                                    |                      |                      |                             |                     |                     |                                   |
| سی ۷             | ۱۹۰۷          | از ژانویه ۱۹۲۳ مین‌روب آموزشی سی ۱۰                           |                      |                      |                             |                     |                     |                                   |
| گه ۴             | ۱۹۰۹          | ۴ مارس ۱۹۳۲ از رده خارج                                      |                      |                      |                             |                     |                     |                                   |
| سی ۸             | ۱۹۰۸          | از ژانویه ۱۹۲۳ مین‌روب آموزشی سی ۱۱                           |                      |                      |                             |                     |                     |                                   |
| وه ۵             | ۱۹۰۹          | از ژانویه ۱۹۲۳ مین‌روب آموزشی سی ۳                            |                      |                      |                             |                     |                     |                                   |
| سی ۱             | ۱۹۰۸          | از ژانویه ۱۹۲۳ مین‌روب آموزشی سی ۵                            |                      |                      |                             |                     |                     |                                   |
| سی ۲             | ۱۹۰۹          | ۶ مارس ۱۹۳۲ از رده خارج                                      |                      |                      |                             |                     |                     |                                   |
| سی ۱۰            | ۱۹۱۳          | از ژانویه ۱۹۲۳ مین‌روب آموزشی سی ۱۳                           |                      |                      |                             |                     |                     |                                   |
| سی ۱۱            | ۱۹۱۴          | از ژانویه ۱۹۲۳ مین‌روب آموزشی سی ۱۴                           |                      |                      |                             |                     |                     |                                   |
| سی ۵             | ۱۹۱۵          | از ژانویه ۱۹۲۳ مین‌روب آموزشی سی ۸                            |                      |                      |                             |                     |                     |                                   |
| سی ۹             | ۱۹۱۵          | ۱۲ فوریه ۱۹۳۲ از رده خارج                                    |                      |                      |                             |                     |                     |                                   |

### شناورهای ساخته‌شده
| نام           | ساخت          | نام              | ساخت             | نام                   | ساخت                  |
| ------------- | ------------- | ---------------- | ---------------- | --------------------- | --------------------- |
| رزم‌ناوهای سبک | رزم‌ناوهای سبک | قایق‌های اژدرافکن | قایق‌های اژدرافکن | کشتی آموزش توپخانه    | کشتی آموزش توپخانه    |
| اِمدِن          | ۱۹۲۵–۱۹۲۱     | مووه             | ۱۹۲۶–۱۹۲۴        | برِمزه                 | ۱۹۳۲–۱۹۳۰             |
| کونیکسیرک     | ۱۹۲۹–۱۹۲۶     | فالکه            | ۱۹۲۸–۱۹۲۵        | قایق‌های حفاظت ماهیگری | قایق‌های حفاظت ماهیگری |
| کارلسروئه     | ۱۹۲۹–۱۹۲۶     | کوندور           | ۱۹۲۸–۱۹۲۵        | البه                  | ۱۹۳۱–۱۹۲۹             |
| کُلن           | ۱۹۳۰–۱۹۲۶     | زی‌آدلِر           | ۱۹۲۷–۱۹۲۵        | ویزر                  | ۱۹۳۱–۱۹۲۹             |
| لایپتسیش      | ۱۹۳۱–۱۹۲۸     | گرایف            | ۱۹۲۷–۱۹۲۵        |                       |                       |
| قایق‌های تندرو | قایق‌های تندرو | آلباتروس         | ۱۹۲۸–۱۹۲۵        |                       |                       |
| اس ۲          | ۱۹۳۳–۱۹۳۲     | وولف             | ۱۹۲۸–۱۹۲۷        |                       |                       |
| اس ۳          | ۱۹۳۳–۱۹۳۲     | تیگر             | ۱۹۲۹–۱۹۲۷        |                       |                       |
| اس ۴          | ۱۹۳۳–۱۹۳۲     | لوکس             | ۱۹۲۹–۱۹۲۷        |                       |                       |
| اس ۵          | ۱۹۳۳–۱۹۳۲     | لئوپارت          | ۱۹۲۹–۱۹۲۷        |                       |                       |
|               |               | یَگوآر            | ۱۹۲۹–۱۹۲۷        |                       |                       |
|               |               | ایلتیس           | ۱۹۲۸–۱۹۲۷        |                       |                       |

## ساختار ناوگان
(پایان ۱۹۳۲)
فرماندهی ناوگان: دریابان والتر گلادیش
ناو سرفرماندهی: نبردناو شلیسویش-هولشتاین
کشتی تدارکات: هِلا
| - فرماندهی نبردناوها: (ناخدا یکم ماکس باستیان) - نبردناوها: - شلیزیِن (ناخدا یکم ویلهلم کاناریس) - هِسِن: (ناخدا یکم رولف کارلس) - شلیسویش-هولشتاین (ناخدا یکم فریدریش گوتینگ) - کشتی پیمایش: مِتِئور (ناخدا سوم فریدریش-ویلهلم کورتسه) - قایق پیمایش ۵ (ناوبان یکم رودولف پِتِرسون) | - فرماندهی نیروهای شناسایی: (دریادار هانس کولبه) - رزم‌ناوها: - کونیکسیرک (ناخدا دوم اتو فون شرادر) - اِمدِن (ناخدا دوم ورنر گراسمن) - لایپتسیش (ناخدا یکم هانس-هربرت اشتوبواسِر) |

- ناوگان یکم قایق اژدرافکن: (ناخدا سوم کورت فریکه)

| - - نیم‌ناوگان ۱ قایق اژدرافکن: (ناوسروان هانس بوتو) - گه ۸ - گه ۷ - گه ۱۰ - گه ۱۱ | - - نیم‌ناوگان ۲ قایق اژدرافکن: (ناخدا سوم ویلهلم مایزل) - تی ۱۵۱ - تی ۱۵۶ - تی ۱۵۸ - تی ۱۵۳ |

- ناوگان دوم قایق اژدرافکن: (ناخدا دوم هرمان موتس)

| - - نیم‌ناوگان ۳ قایق اژدرافکن: (ناوسروان لئوپولت بورکنر) - تیگر - ایلتیس - وولف - یَگوآر | - - نیم‌ناوگان ۴ قایق اژدرافکن: (ناوسراون هلموت هایه) - آلباتروس - مووه - کوندور - فالکه |

| - ناوگان یکم مین‌روب: (ناوسروان فریدریش روگه) - ام ۱۴۶ - ام ۱۲۹ - ام ۱۳۲ - ام ۱۰۶ - ام ۱۰۹ - ام ۶۶ - ام ۹۸ | - ناوگان یکم قایق تندرو: (ناوسروان اریش بای) - اس ۲ - اس ۳ - اس ۴ - اس ۵ |

- بازرسی آموزش:
  - رزم‌ناو کارلسروئه (ناخدا یکم اروین واسنر)
  - رزم‌ناو کُلن (ناخدا دوم اتو شنیوینت)